# Erwin Sick
Erwin Sick (* 3. November 1909 in Heilbronn; † 3. Dezember 1988) war ein deutscher Erfinder und Unternehmer.

## Leben und Karriere
1924 begann Erwin Sick seine berufliche Laufbahn mit einer Optikerlehre und besuchte anschließend die Fachschule für Feinmechanik und Optik in Göttingen. 1932 erhielt er eine Anstellung bei Siemens & Halske, wo er zunächst im Rechenbüro und im Labor tätig war. 1934 bis 1939 bekleidete Erwin Sick unterschiedliche Positionen bei Siemens, Bosch und Askania und war zunächst als Konstrukteur, später als Ingenieur tätig. Er war dort an Entwicklungsprojekten für Farbfilm, Kinotechnik, astronomische und physikalische Geräte beteiligt.
1939 übernahm er die Leitung des Labors der Optischen Werke C.A. Steinheil & Söhne, München. Im Dezember 1944 heiratete er Gisela Neumann (1922–2024). 1945 gab er seine Stelle bei C.A. Steinheil & Söhne auf und wagte den Sprung in die Selbständigkeit. Weil er politisch unbelastet war, erhielt Erwin Sick am 26. September 1946 von der amerikanischen Militärregierung die Genehmigung, „seinen Beruf als Ingenieur auszuüben.“ Das war die Geburtsstunde der späteren Sick AG.
Auf der im Juni 1951 in München stattfindenden „Deutschen Erfinder- und Neuheiten-Messe“ präsentierte Sick das erste aus Holz gefertigte Modell seines Lichtvorhangs und erhielt ein Diplom „für schöpferische Sonderleistung“. Die am 20. Oktober erfolgte Patentanmeldung des von Erwin Sick erfundenen Lichtvorhangs nach dem Autokollimationsprinzip bedeutete den technischen Durchbruch und Basis eines ganzen Geräteprogramms.
Am 3. Dezember 1988 verstarb Erwin Sick im Alter von 79 Jahren infolge eines Herzinfarkts. Seine Frau Gisela Sick übernahm ab diesem Zeitpunkt die Unternehmensführung als Hauptgesellschafterin. 1996 wurde aus der Erwin Sick GmbH die Aktiengesellschaft Sick AG.

## Ehrungen und Auszeichnungen
- 1971 erhielt Erwin Sick beim 25-jährigen Firmenjubiläum das Bundesverdienstkreuz 1. Klasse.
- 1980 verlieh die Fakultät für Maschinenwesen der Technischen Universität München Erwin Sick den Doktor-Ingenieur ehrenhalber in Anerkennung seines Beitrages „zur wissenschaftlichen und konstruktiven Entwicklung von optischen Geräten mit elektronischer Signalauswertung“.
- 1982 erhielt er „für seine vielfältigen Erfindungen in der Opto-Elektronik“ die Diesel-Medaille in Gold.